# Wettenberg
Wettenberg è un comune di 12 828 abitanti, dell'Assia, in Germania.

Appartiene al distretto governativo (Regierungsbezirk) di Gießen e al circondario (Landkreis) di Gießen (targa GI).

## Storia
Il comune di Wettenberg fu formato il 1º agosto 1979 dallo scioglimento dell'effimera città di Lahn (creata nel 1977); il territorio di Lahnau corrispondeva all'omonimo distretto urbano (Stadtbezirk Wettenberg), composto dai 3 centri abitati di Krofdorf-Gleiberg, Launsbach e Wißmar (già comuni indipendenti).

## Geografia antropica

### Suddivisioni amministrative
Il territorio comunale comprende 3 centri abitati (Ortsteil):
- Krofdorf-Gleiberg
- Launsbach
- Wißmar